# Waiting To Exhale (banda sonora)
Waiting to Exhale (en español: «Esperando un respiro») es la banda sonora de la película homónima y la segunda publicada y protagonizada por la cantante Whitney Houston . El álbum fue publicado el 28 de noviembre de 1995 y se desprende su tema de mayor recepción comercial, "Exhale (Shoop Shoop)" interpretada por Whitney Houston. Todas las letras de las canciones fueron escritas y producidas por Babyface, excepto "My Funny Valentine" (escrita por Richard Rodgers y Lorenz Hart) 

## Lista de canciones
1. "Exhale (Shoop Shoop)" - Whitney Houston  – 3:25
2. "Why Does It Hurt So Bad" - Whitney Houston  – 4:37
3. "Let It Flow" - Toni Braxton – 4:27
4. "It Hurts Like Hell" - Aretha Franklin  – 4:18
5. "Sittin' Up in My Room" - Brandy Norwood – 4:52
6. "This Is How It Works" - TLC – 5:00
7. "Not Gon' Cry" - Mary J. Blige – 4:58
8. "My Funny Valentine" - Chaka Khan  – 4:06
9. "And I Gave My Love to You" - Sonja Marie  – 4:48
10. "All Night Long" - SWV – 4:31
11. "Wey U" - Chante Moore – 4:32
12. "My Love, Sweet Love" - Patti LaBelle – 4:21
13. "Kissing You" - Faith Evans – 3:23
14. "Love Will Be Waiting at Home" - For Real – 5:59
15. "How Could You Call Her Baby" - Shanna – 5:09
16. "Count on Me" - Whitney Houston and CeCe Winans – 4:26